# Sweetwater (zespół muzyczny)
Sweetwater – amerykańska grupa rock and rollowa, powstała w 1968 w Los Angeles. W 1969 wystąpiła na festiwalu w Woodstock (grała jako pierwszy zespół). Sweetwater tworzyło pięciu muzyków i wokalistka – Nancy Nevins, która w 1969 została potrącona przez pijanego kierowcę i w wyniku obrażeń straciła głos. Później zespół grał bez niej.

## Dyskografia
- Sweetwater, 1968
- Just fot you, 1970
- Melon, 1971